# Azilia boudeti
Azilia boudeti is een spinnensoort in de taxonomische indeling van de strekspinnen.
Het dier behoort tot het geslacht Azilia. De wetenschappelijke naam van de soort werd voor het eerst geldig gepubliceerd in 1895 door Eugène Simon.